# Tegalgiri
Tegalgiri is een bestuurslaag in het regentschap Boyolali van de provincie Midden-Java, Indonesië. Tegalgiri telt 3537 inwoners (volkstelling 2010).